# Saab 29 Tunnan
A Saab J29 svéd első generációs vadászrepülőgép volt, melyet jellegzetes alakja miatt neveztek el "Flygande Tunnan"-nak (svédül: repülő hordó).

## Kezdetek
Az 1940 tavaszán lezajlott Weserübung hadművelet után, egy esetleges német támadástól tartva Svédország hadereje fejlesztésébe kezdett. A Saab kapta a megbízást, egy modern vadászgép kifejlesztésére: azonban az új sugárhajtóművek tervei mind a szövetséges, mind a tengelyhatalmak oldalán titkosak voltak.
1947 őszén a Saab kifejlesztette a Saab J21-es vadászrepülőgépet, melynek eredetileg dugattyús motor volt az erőforrása, de ebbe a konstrukcióba szerelték be az angol De Haviland Goblin sugárhajtóművet: ez a repülőgép, bár megbízható volt, szerkezetét tekintve már elavultnak számított: a hátranyilazott szárnyú gépeké volt a jövő.
A svédeknek a hátranyilazott szárnyű repülőgépek terén is lemaradásuk volt: az első német eredetű tervrajzokat Svájcból szerezték, melyeken kisebb módosításokat végeztek. Az első svéd hátranyilazott szárnyú kísérletek egy Saab Safir repülőgépen történtek meg.
A prototípusba a Flygmotor által gyártott, vásárolt licencű De Haviland Ghost hajtóművet építettek be, mely 19,6 kN tolóerő leadására volt képes. A gép első felszállására 1948. szeptember 1-én került sor.
Az első két prototípust fegyverzet nélkül építették meg, a harmadikba már beszereltek 4 db Bofors 20 mm-s gépágyút. A negyedik, megrendelt prototípus 1950-ben szállt fel először.

## Alkalmazása
Az első J29 1951-ben került a Svéd Királyi Légierő állományába. A repülőgépnek kiváló repülési tulajdonságai voltak, az amerikai F–86 Sabre és a szovjet MiG-15 mellett a világ akkori legjobb vadászgépének számított. Azonban a baleseti statisztikái igen magasak voltak a kezdeti időkben, ez főleg a konstrukció újszerűségéből adódott, így gyártását 1956-ban beszüntették, a gépeket 1958-tól kezdték felváltani a J32 Lansen repülőkkel. A svéd légierő aktív szolgálatból később a J29-sek nagy részét kivonta, de a hetvenes években még célgépként használtak néhányat gyakorlatokon.
Svédország mellett Ausztria döntött a Tunnan alkalmazása mellett: 1961-ben Svédországtól 30 gépet vett át, melyeket 1972-ig szolgálatban tartott.
Az ENSZ is kapott békefenntartási célból J29-eseket, amelyeket harci körülmények között a Kongói Demokratikus Köztársaságban alkalmaztak az 1961-ben kirobbant polgárháborúban, itt a békefenntartó céllal alkalmazott gépek főleg földi célpontok ellen lettek bevetve.

## Változatai
- J29: 4 darab prototípus
- J29A: összesen 224 darabot építettek ebből a típusból, melyeket De Havilland Ghost hajtóművel láttak el.
- J29B: megnövelték a tankjainak méretét, valamint fegyvertartó pilonokat helyeztek el a szárnyak alatt.
- S29C: felderítő változat, fegyver nélkül.
- J29D: egy J29B változatú gépet építettek át: melyet utánégetővel láttak el.
- J29E: ebből a változatból 55 darab épült, a típusnak új kialakítású volt a szárnya.
- J29F: 308 darabot építettek át erre a változatra, mely az előző két változat újításaival lett ellátva.

## Külső hivatkozások
- angol nyelvű leírás a vadászgépről